# Тастиадир
Тастиади́р (каз. Тастыадыр) — село у складі Аккольського району Акмолинської області Казахстану. Входить до складу Жалгизкарагайського сільського округу.
Населення — 60 осіб (2021; 72 у 2009, 139 у 1999, 197 у 1989).
Національний склад станом на 1989 рік:
- росіяни — 40 %.

До 2007 року село називалося Лідієвка.